# Melanorophasia minuscula
Melanorophasia minuscula là một loài ruồi trong họ Tachinidae.